# Rue Darcy
Pour les articles homonymes, voir Darcy.
La rue Darcy est une voie située dans le quartier Saint-Fargeau du 20e arrondissement de Paris, en France.

## Origine du nom

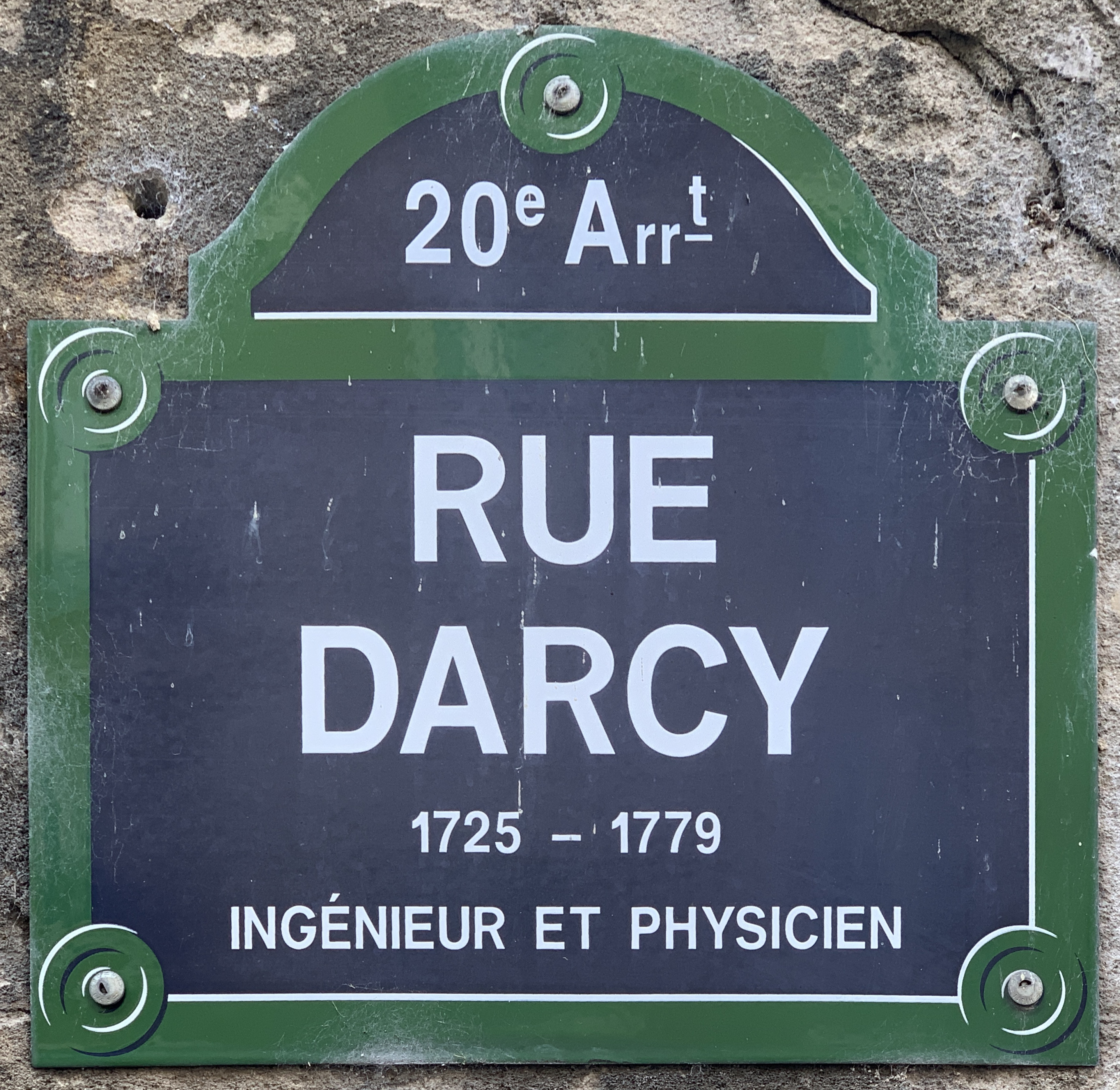
Plaque de la rue.

Elle porte le nom du mathématicien et militaire d'origine irlandaise et naturalisé français, membre de l'Académie royale des sciences, Patrice d'Arcy (1725-1779). 
Il s'agirait plus certainement d'honorer et de perpétuer la mémoire de l'ingénieur hydraulicien Henry Darcy (1803-1858) qui s'était occupé d'alimenter en eau de source la ville de Dijon avant de venir en faire autant à Paris. De plus, la rue Darcy borde le réservoir de Ménimontant où aboutissaient autrefois les eaux de la Dhuis. 

## Historique
Cette voie est formée sous sa dénomination actuelle par un décret du 10 août 1868 :
Décret du 10 août 1868
« Napoléon, etc., 

sur le rapport de notre ministre secrétaire d’État au département de l'Intérieur,
vu l'ordonnance du 10 juillet 1816 ;
vu les propositions de M. le préfet de la Seine ;
avons décrété et décrétons ce qui suit :
Article 16. — La rue latérale aux réservoirs de la Dhuis, commençant au chemin neuf de Ménilmontant et finissant rue Haxo, prendra la dénomination de rue Darcy ;
etc.
Article 17. — Notre ministre secrétaire d'État au département de l'Intérieur est chargé de l'exécution du présent décret.
Fait au palais de Fontainebleau, le 10 août 1868. »

## Bâtiments remarquables et lieux de mémoire
- La rue longe le réservoir de Ménilmontant.